# باب فاسی
باب فاسی (انگلیسی: Bob Fosse؛ زاده ۲۳ ژوئن ۱۹۲۷ درگذشته ۲۳ سپتامبر ۱۹۸۷) کارگردان اهل ایالات متحده آمریکا بود.

## زندگی‌نامه
فاسی در سال ۱۹۲۷ در شیکاگو به دنیا آمد. پدرش نروژی-امریکائی بود و مادرش تبار ایرلندی داشت. باب دومین فرزند از ۶ فرزند خانواده فاسی به‌شمار می‌رفت. در جوانی به نیویورک نقل مکان کرد و درانجا با همسر اولش مری ان نیلس آشنا شد. بازیش در تئاتر برادوی توجه دین مارتین و جری لوئیس را جلب کرد و همکاری او با جری لوئیس از این به بعد آغاز شد.

نخستین فیلمش را در سال ۱۹۶۹ کارگردانی کرد. دومین فیلمش کاباره در سال ۱۹۷۲ برنده ۸ جایزه اسکار از جمله جایزه اسکار کارگردانی شد. اما در بخش بهترین فیلم از «پدرخوانده» شکست خورد. این فیلم همچنین ۶ جایزه بفتا و ۲ جایزه گلدن گلوب را هم از آنِ خود کرد. کاباره از مهم‌ترین فیلم‌های تاریخ سینما در ژانر موزیکال شمرده می‌شود.
فیلم لنی در سال ۱۹۷۴ او را به عنوان کارگردانی صاحب سبک تثبیت کرد. در سال ۱۹۷۹ فیلم اینطور چیزها را کارگردانی کرد که زندگی یک کارگردان هوسباز و معتاد را به تصویر می‌کشید. این فیلم برنده نخل طلای کن ۱۹۸۰ و ۴ جایزه اسکار شد. این فیلم اقتباسی از زندگی خود باب فاسی بود.
فاسی در ۲۳ سپتامبر ۱۹۸۷ در اثر حمله قلبی در بیمارستان دانشگاه جرج واشنگتن درگذشت، درحالی که فیلم خیریه لذتبخش او در سینمائی نزدیک به بیمارستان در حال نمایش بود.

## فیلم‌شناسی
- خواهر من آیلین (۱۹۵۵)
- خیریه لذت‌بخش (۱۹۶۹)
- سوئیت چریتی (۱۹۶۹)
- کاباره (۱۹۷۲)
- لنی (۱۹۷۴)
- شازده کوچولو (۱۹۷۴)
- اینطور چیزها (۱۹۷۹)